# Hansaburg (Hamburg-Hamm)

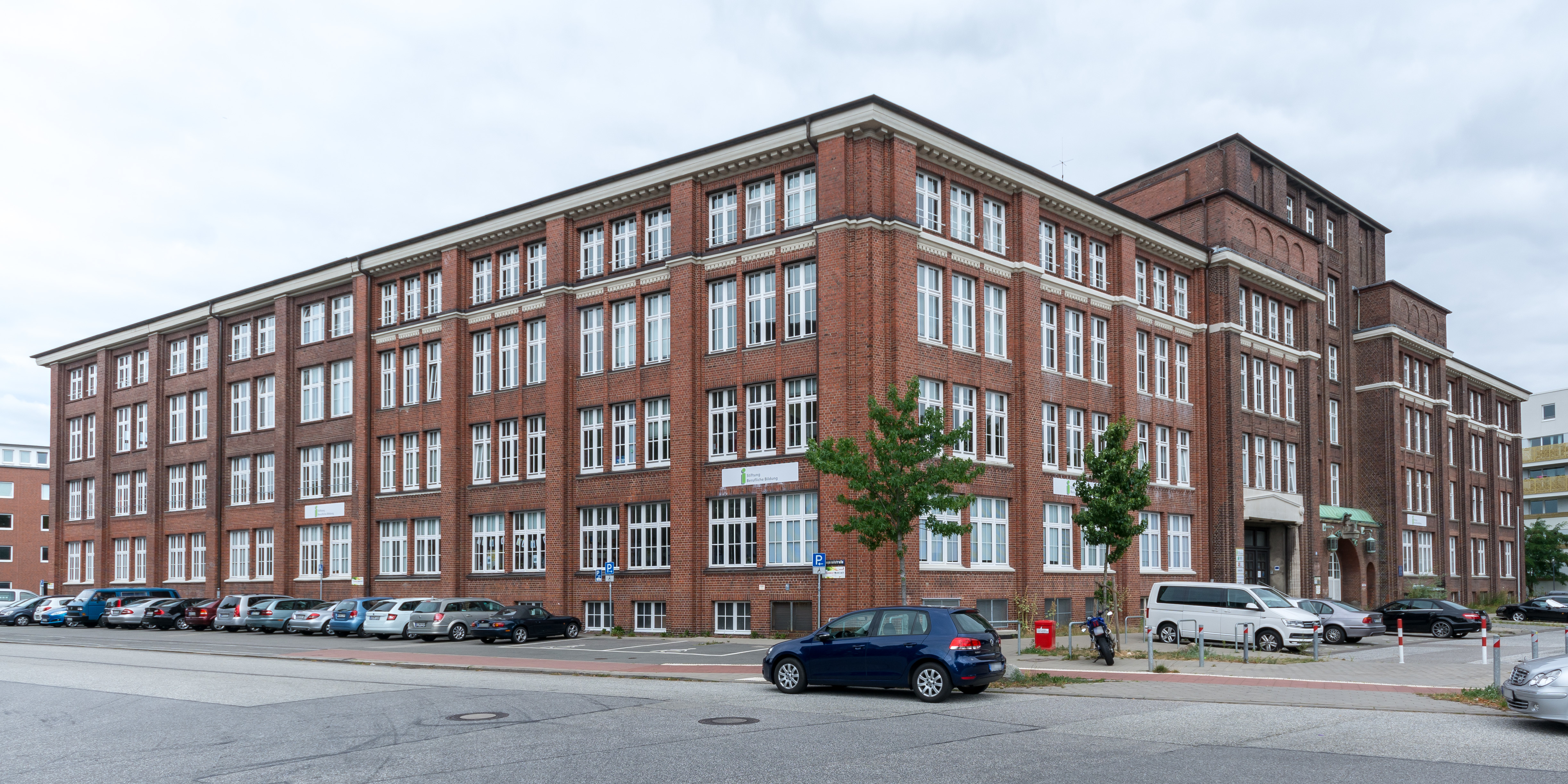
Hansaburg in Hamburg-Hamm, heutiger Zustand

Die Hansaburg ist ein unter Denkmalschutz stehendes Fabrikgebäude in Hamburg-Hamm. Es wurde in den Jahren 1913 bis 1915 nach einem Entwurf von Heinrich Schöttler als Fabrik- und Verwaltungsgebäude für die Papierfabrik Lehmann & Hildebrandt errichtet. 

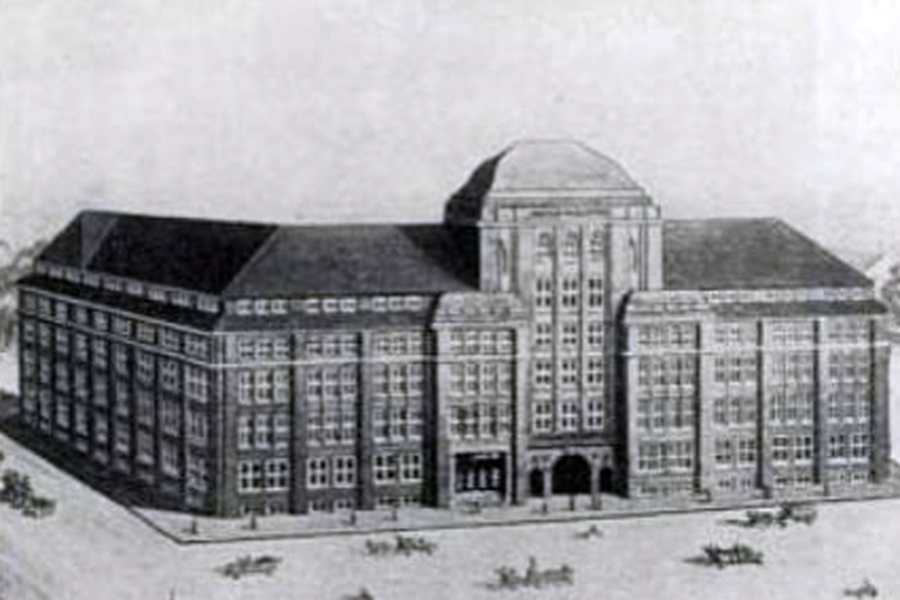
Ursprünglich ausgeführter Entwurf

Es besteht aus einem mit rotem Backstein verkleideten Stahlbetonskelett und besaß ursprünglich ein hohes Walmdach und einen erhöhten Mittelteil, dessen Attika den Firmennamen trug. Die ehemalige Hofeinfahrt an der Wendenstraße ist heute vermauert, außerdem besaß der Komplex auf der Rückseite einen direkten Zugang zum Mittelkanal und über das Hammerbrooker Kanalnetz zur Elbe. 
Im Zweiten Weltkrieg wurde das Gebäude bei Luftangriffen schwer beschädigt und danach in vereinfachten Formen wieder aufgebaut. Dennoch gilt der repräsentative Bau noch heute als eines der „bedeutendsten Beispiele für den Industriebau in Hamburg vor dem Ersten Weltkrieg“. (Ralf Lange)
Im 21. Jahrhundert wird das Backsteingebäude von der Stiftung Berufliche Bildung genutzt.